# 楊鍊 (成化進士)
楊鍊（？—？），字德純，河南河南府陝州靈寶縣人，軍籍，明朝政治人物。

## 生平
河南鄉試第三十六名舉人。成化十七年（1481年）中式辛丑科三甲第六十八名進士。授知县，弘治五年（1492年）七月选授雲南道御史，十年六月丁忧服阕，复除原职。

## 家族
曾祖楊克明，左都御史；祖父楊春；父楊懋，義官。母李氏。